# Monaeses
Genre
Synonymes
- Monastes Lucas, 1846 nec Nitzsch, 1840
- Rhynchognatha Thorell, 1887
- Mecostrabus Simon, 1903

Monaeses est un genre d'araignées aranéomorphes de la famille des Thomisidae.

## Distribution
Les espèces de ce genre se rencontrent en Afrique, en Asie, en Europe, en Océanie et en Amérique du Sud.

## Liste des espèces
Selon World Spider Catalog (version 25.5, 28/11/2024) :
- Monaeses aciculus (Simon, 1903)
- Monaeses attenuatus O. Pickard-Cambridge, 1899
- Monaeses austrinus Simon, 1910
- Monaeses brevicaudatus L. Koch, 1874
- Monaeses caudatus Tang & Song, 1988
- Monaeses cinerascens (Thorell, 1887)
- Monaeses fasciculiger Jézéquel, 1964
- Monaeses fuscus Dippenaar-Schoeman, 1984
- Monaeses gibbus Dippenaar-Schoeman, 1984
- Monaeses greeni O. Pickard-Cambridge, 1899
- Monaeses griseus Pavesi, 1897
- Monaeses guineensis Millot, 1942
- Monaeses habamatinikus Barrion & Litsinger, 1995
- Monaeses israeliensis Levy, 1973
- Monaeses jabalpurensis Gajbe & Rane, 1992
- Monaeses lucasi (Taczanowski, 1872)
- Monaeses mukundi Tikader, 1980
- Monaeses nigritus Simon, 1909
- Monaeses pachpediensis (Tikader, 1980)
- Monaeses paradoxus (Lucas, 1846)
- Monaeses parvati Tikader, 1963
- Monaeses pustulosus Pavesi, 1895
- Monaeses quadrituberculatus Lawrence, 1927
- Monaeses reticulatus (Simon, 1909)
- Monaeses tuberculatus (Thorell, 1895)
- Monaeses xiphosurus Simon, 1907
- Monaeses xizang Wang, Lu & Z. S. Zhang, 2024
- Monaeses xyphoides L. Koch, 1874

## Systématique et taxinomie
Monastes Lucas, 1846, préoccupé par Monastes Nitzsch, 1840, a été remplacé par Monaeses par Thorell en 1869.
Rhynchognatha a été placé en synonymie par Dippenaar-Schoeman en 1984.
Mecostrabus a été placé en synonymie par Ono en 1985.

## Publications originales
- Thorell, 1869 : « On European spiders. Part I. Review of the European genera of spiders, preceded by some observations on zoological nomenclature. » Nova Acta regiae Societatis Scientiarum upsaliensis, sér. 3, vol. 7, p. 1-108 (texte intégral).
- Lucas, 1846 : « Histoire naturelle des animaux articulés. » Exploration scientifique de l'Algérie pendant les années 1840, 1841, 1842 publiée par ordre du Gouvernement et avec le concours d'une commission académique, Paris, Sciences physiques, Zoologie, vol. 1, p. 89-271.